# خوزه پوراس
اوزی پوراس (انگلیسی: José Porras؛ زادهٔ ۸ نوامبر ۱۹۷۰) یک بازیکن فوتبال اهل کاستاریکا است.
وی همچنین در تیم ملی فوتبال کاستاریکا بازی کرده‌است.